# Onoguri

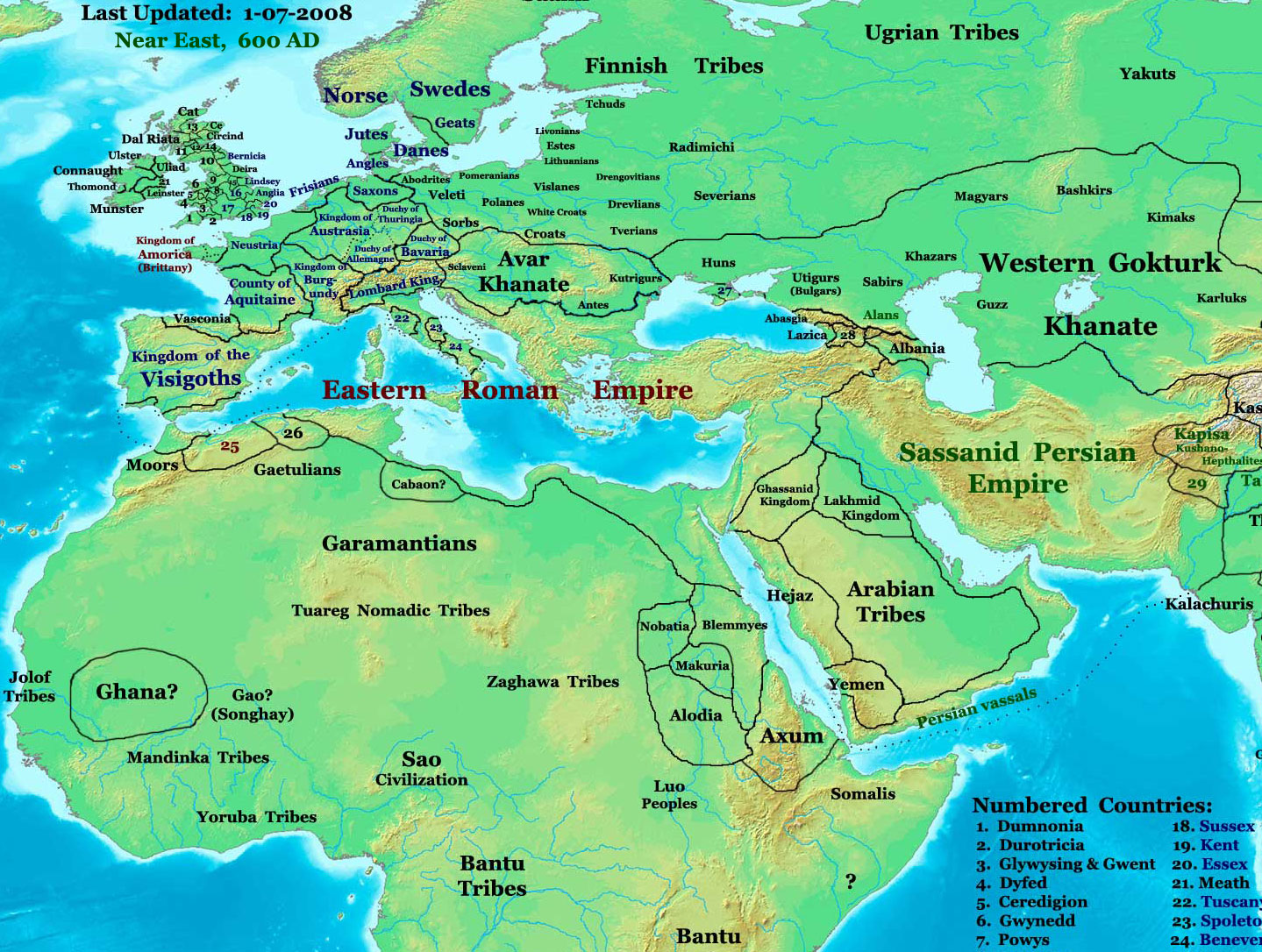
Europa nel 600 d.C., che mostra gli onoguri e i loro popoli confinanti

Gli Onoguri furono un'orda di nomadi equestri che vagavano per le pianure eurasiatiche nel V-VIII secolo d.C. Etnicamente e strettamente relazionati alle tribù bulgare (e anche alleate), erano soliti vivere nella steppa caucasica del nord a est del fiume Don.
L'alleanza tribale del VII secolo dell'antica Grande Bulgaria era anche nota come l'impero onogundur-bulgaro (o nella sua versione occidentale Onoguria). Alcuni studiosi identificano gli Onogunduri con gli Onoguri, considerandoli come una delle tribù guida della confederazione bulgara. Altri rigettano l'identificazione dei due nomi.
L'origine dei nomi "Ungheria" e "Ungari"  non proviene dagli Unni (un popolo nomade dell'Asia Centrale), come si è creduto precedentemente, ma piuttosto dal nome degli Onoguri, o dall'alleanza tribale onogura del VII secolo. Il termine venne ripreso dai governatori utiguri-bulgari come Ratimir, Pribina, Salan e Glad e Morut durante il loro governo in Pannonia.

## Etimologia
Per analizzarne l'etimologia spesso il termine viene spezzettato in due principali radici, on-oğur. la prima, on, ha un significato che sta a indicare il numero dieci nelle lingue turciche, mentre oğur è un termine ambiguo, il cui significato più prossimo sembra sempre essere, dopo molteplici interpretazioni e analisi, quello di freccia e tribù, il che ha comunque senso siccome in antico turcico la parola per "freccia" può essere usata come sinonimo di quella per "tribù", ma non il contrario. Quello che otteniamo allora è un vocabolo traducibile quindi in "dieci frecce" o "dieci tribù", deducendo quindi che gli Onoguri fossero una delle tante, all'epoca, confederazioni di tribù (turciche per la maggior parte, ma a volte anche confederazioni miste turciche, iraniche, ugriche o mongoliche) provenienti dall'Asia Centrale, come gli Uiguri, gli Avari o i Göktürk.